# District de Kabato

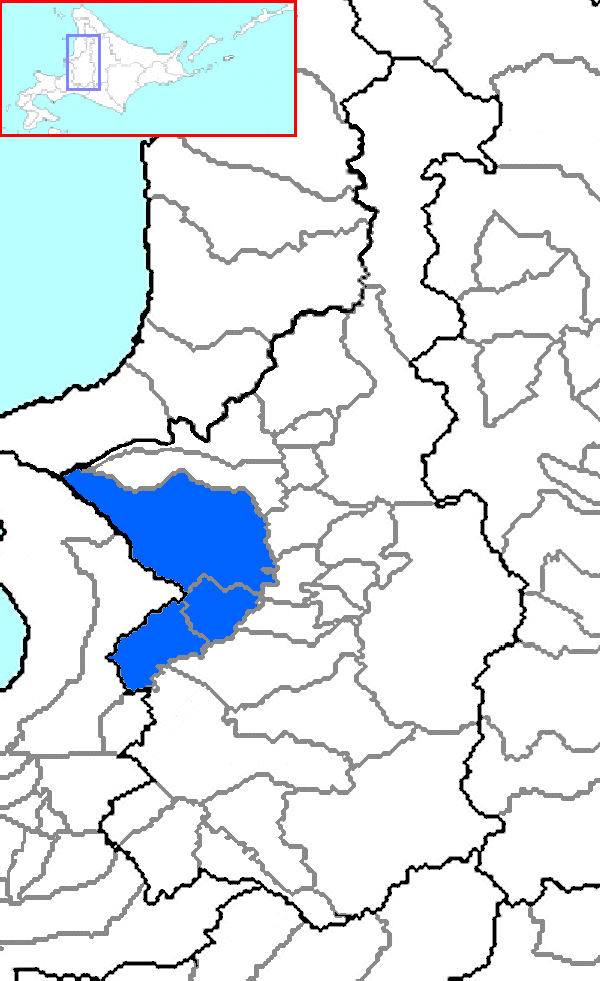
Emplacement du district de Kabato dans la sous-préfectures de Sorachi.

Le district de Kabato (樺戸郡, Kabato-gun) est un district de la sous-préfecture de Sorachi, sur l'île de Hokkaidō au Japon.

## Géographie
Au 31 mars 2015, la population du district est estimée à 12 503 habitants pour une superficie totale de 747,7 km2, soit une densité de 16,7 personnes/km2.

## Bourgs
- Shintotsukawa
- Tsukigata
- Urausu